# Leichtathletik-Weltmeisterschaften 2019/20 km Gehen der Männer

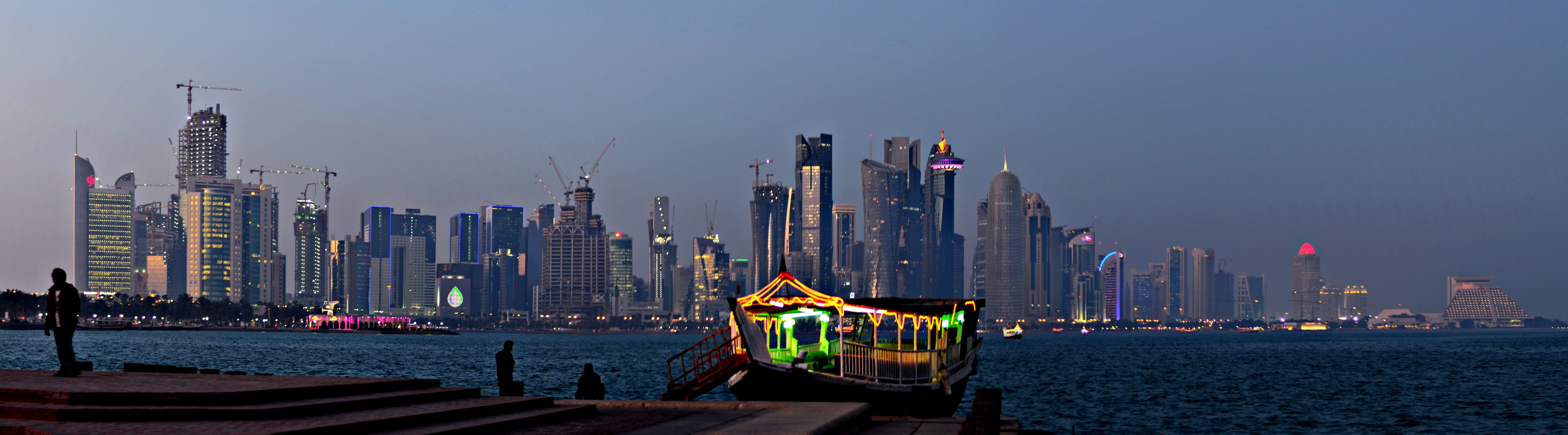
Abendliche Skyline der Stadt Doha

Das 20-km-Gehen der Männer bei den Leichtathletik-Weltmeisterschaften 2019 fand am 4. Oktober 2019 in den Straßen der katarischen Hauptstadt Doha statt.
Weltmeister wurde der Japaner Toshikazu Yamanishi. Er gewann vor dem als Neutraler Athlet startenden Vizeeuropameister von 2018 Wassili Misinow. Bronze ging an den Schweden Perseus Karlström.

## Rekorde
Vor dem Wettbewerb galten folgende Rekorde:
| Weltrekord               | Yūsuke Suzuki   | 1:16:36 h | Nomi, Japan                         | 15. März 2015   |
| Weltmeisterschaftsrekord | Jefferson Pérez | 1:17:21 h | WM in Paris/Saint-Denis, Frankreich | 23. August 2003 |

Der bestehende WM-Rekord wurde bei diesen Weltmeisterschaften nicht eingestellt und nicht verbessert.

## Ergebnis

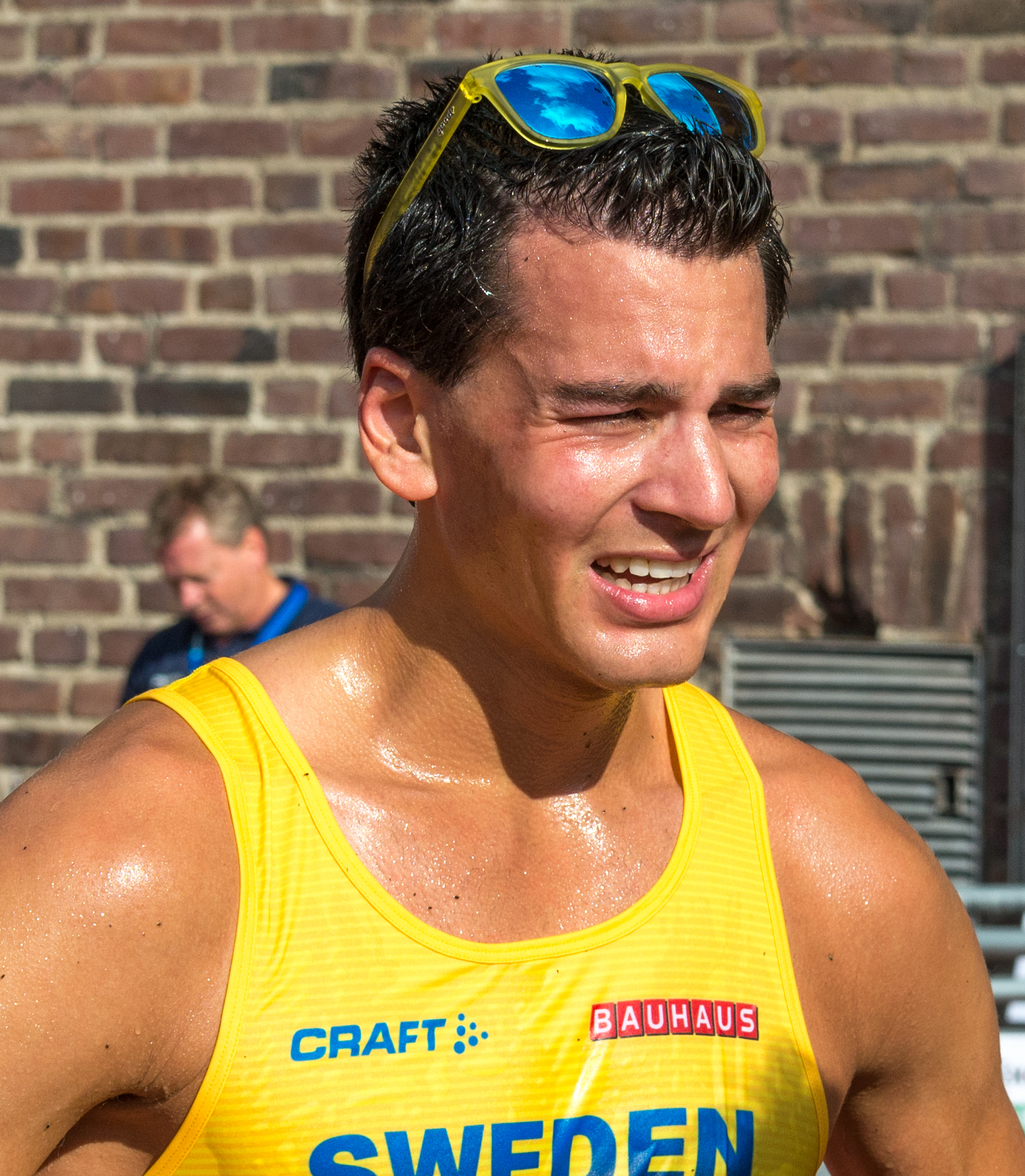
Bronzemedaillengewinner Perseus Karlström

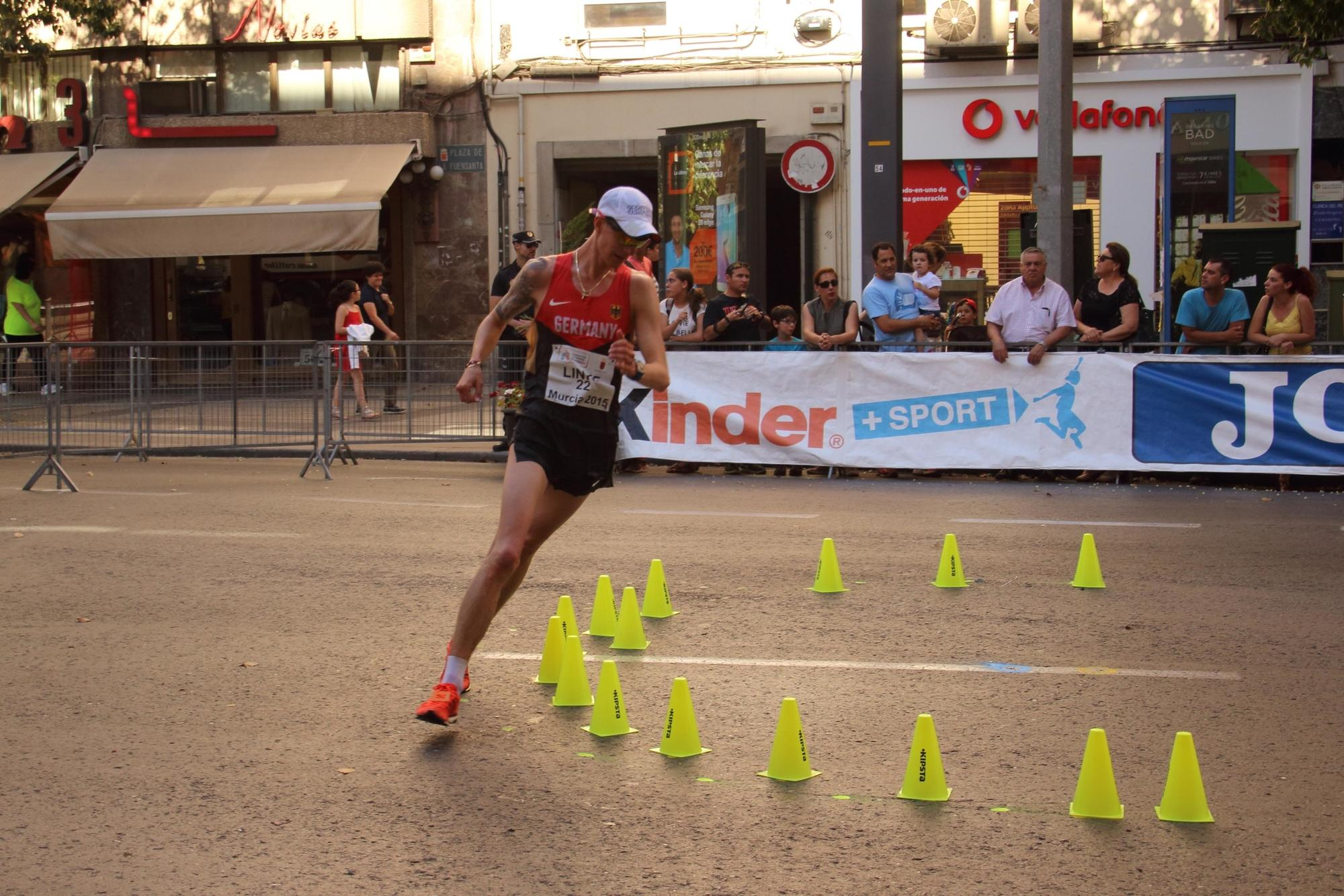
Der viertplatzierte Christopher Linke

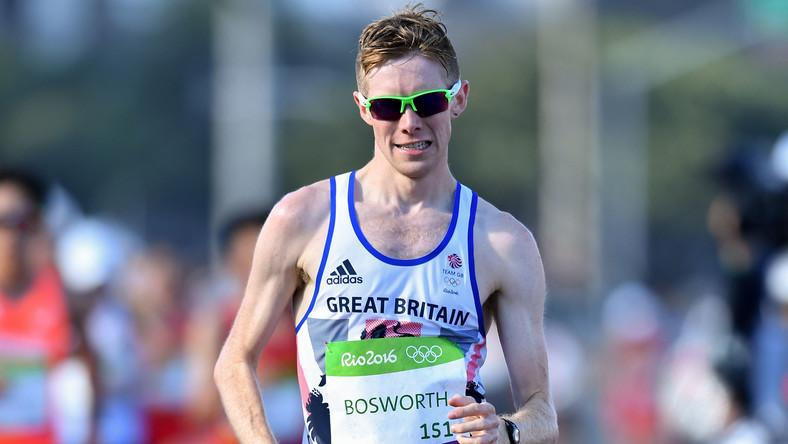
Tom Bosworth – Rang sieben

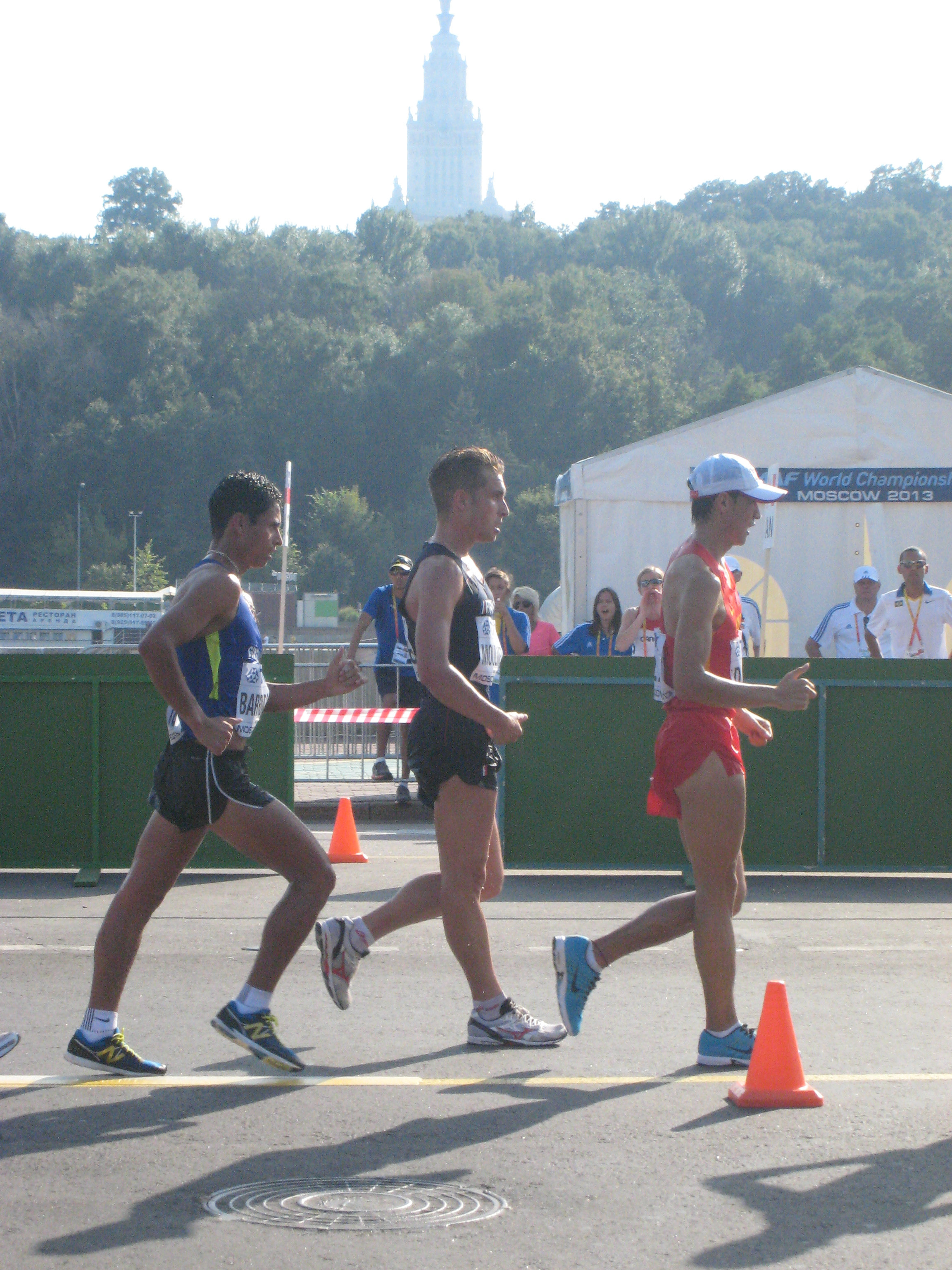
Erick Barrondo belegte Platz zwölf

4. Oktober 2019, 23:30 Uhr Ortszeit (22:30 Uhr MESZ)
| Platz | Athlet                  | Land                        | Zeit (h) |
| ----- | ----------------------- | --------------------------- | -------- |
|       | Toshikazu Yamanishi     | Japan                       | 1:26:34  |
|       | Wassili Misinow         | Authorised Neutral Athletes | 1:26:49  |
|       | Perseus Karlström       | Schweden                    | 1:27:00  |
| 4     | Christopher Linke       | Deutschland                 | 1:27:19  |
| 5     | Salih Korkmaz           | Türkei                      | 1:27:35  |
| 6     | Kōki Ikeda              | Japan                       | 1:29:02  |
| 7     | Tom Bosworth            | Großbritannien              | 1:29:34  |
| 8     | Wang Kaihua             | Volksrepublik China         | 1:29:52  |
| 9     | Yin Jiaxing             | Volksrepublik China         | 1:29:53  |
| 10    | Eiki Takahashi          | Japan                       | 1:30:04  |
| 11    | Marius Žiūkas           | Litauen                     | 1:30:22  |
| 12    | Erick Barrondo          | Guatemala                   | 1:30:40  |
| 13    | Caio Bonfim             | Brasilien                   | 1:31:32  |
| 14    | Massimo Stano           | Italien                     | 1:31:36  |
| 15    | Dane Bird-Smith         | Australien                  | 1:32:11  |
| 16    | Kévin Campion           | Frankreich                  | 1:32:16  |
| 17    | Hagen Pohle             | Deutschland                 | 1:32:20  |
| 18    | Andrés Chocho           | Ecuador                     | 1:32:49  |
| 19    | Georgi Scheiko          | Kasachstan                  | 1:32:53  |
| 20    | Julio César Salazar     | Mexiko                      | 1:33:02  |
| 21    | Choe Byeong-kwang       | Südkorea                    | 1:33:10  |
| 22    | Álvaro Martín           | Spanien                     | 1:33:20  |
| 23    | Brian Pintado           | Ecuador                     | 1:33:48  |
| 24    | Gabriel Bordier         | Frankreich                  | 1:34:06  |
| 25    | Matteo Giupponi         | Italien                     | 1:34:29  |
| 26    | Miguel Ángel López      | Spanien                     | 1:35:00  |
| 27    | Irfan Kolothum Thodi    | Indien                      | 1:35:21  |
| 28    | Iwan Lossew             | Ukraine                     | 1:35:42  |
| 29    | Luis Henry Campos       | Peru                        | 1:37:20  |
| 30    | Wiktor Schumik          | Ukraine                     | 1:37:23  |
| 31    | Alex Wright             | Irland                      | 1:37:33  |
| 32    | Dawid Tomala            | Polen                       | 1:38:15  |
| 33    | Samuel Gathimba         | Kenia                       | 1:40:45  |
| 34    | Eduard Sabuschenko      | Ukraine                     | 1:41:04  |
| 35    | Diego García            | Spanien                     | 1:41:14  |
| 36    | Devender Singh          | Indien                      | 1:41:48  |
| 37    | Kim Hyun-sub            | Südkorea                    | 1:42:13  |
| 38    | Wayne Snyman            | Südafrika                   | 1:43:57  |
| 39    | Moacir Zimmermann       | Brasilien                   | 1:44:16  |
| 40    | Aljaksandr Ljachowitsch | Belarus                     | 1:44:25  |
| DNF   | Rhydian Cowley          | Australien                  |          |
| DNF   | Cai Zelin               | Volksrepublik China         |          |
| DNF   | Mauricio Arteaga        | Ecuador                     |          |
| DNF   | Nils Brembach           | Deutschland                 |          |
| DNF   | José María Raymundo     | Guatemala                   |          |
| DNF   | Carlos Sánchez Cantera  | Mexiko                      |          |
| DNF   | Richard Vargas          | Venezuela                   |          |
| DSQ   | Jhon Castañeda          | Kolumbien                   |          |
| DSQ   | Callum Wilkinson        | Großbritannien              |          |
| DSQ   | José Alejandro Barrondo | Guatemala                   |          |
| DSQ   | José Leyver Ojeda       | Mexiko                      |          |
| DSQ   | José Mamani             | Peru                        |          |
| DNS   | Evan Dunfee             | Kanada                      |          |
| DNS   | Giorgio Rubino          | Italien                     |          |

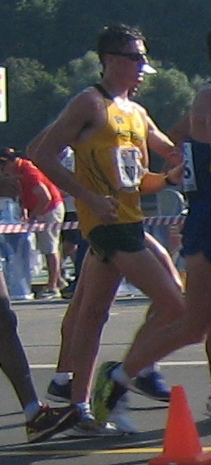
Dane Bird-Smith erreichte Platz fünfzehn
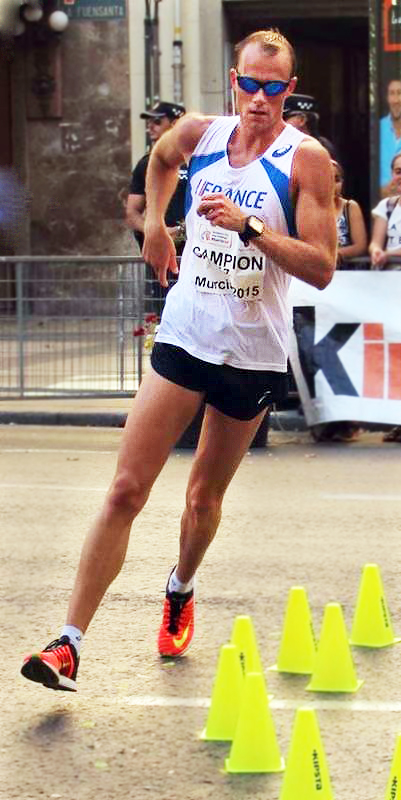
Kévin Campion kam auf den sechzehnten Platz
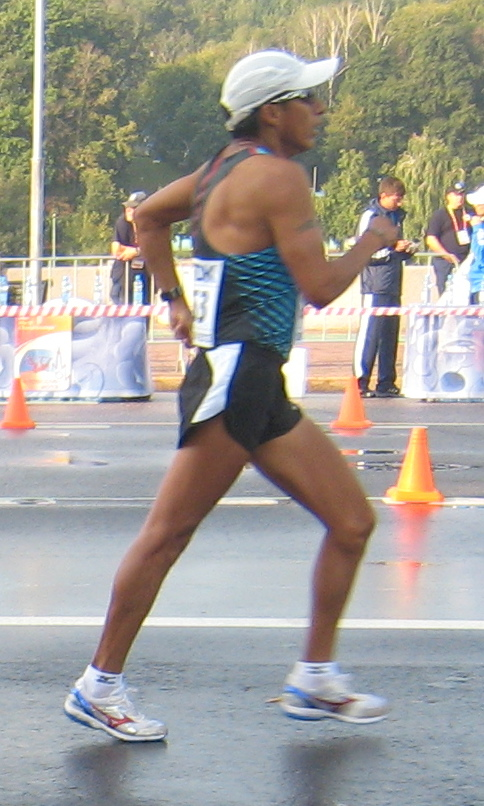
Andrés Chocho – Rang achtzehn
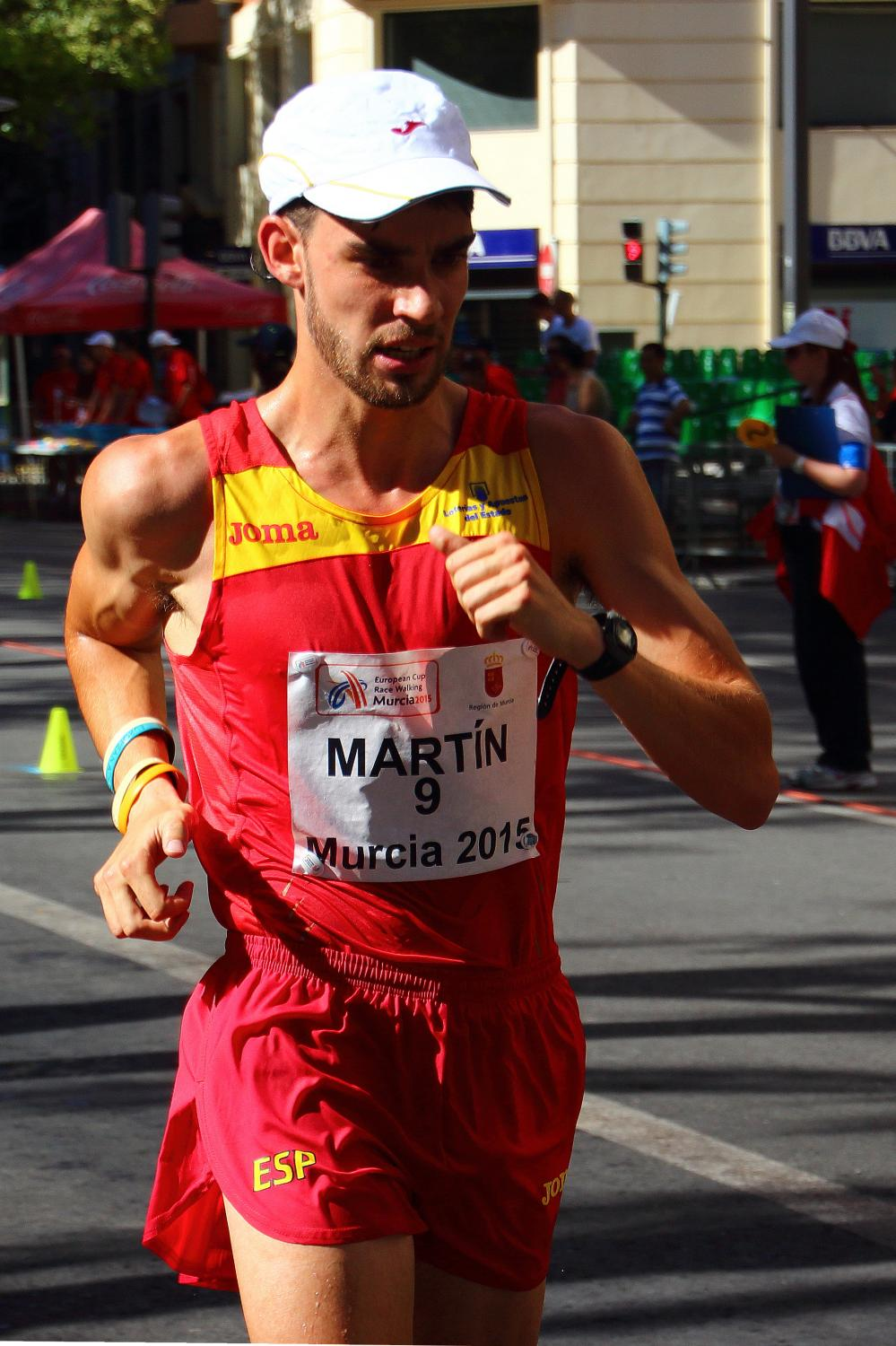
Álvaro Martín wurde 22.
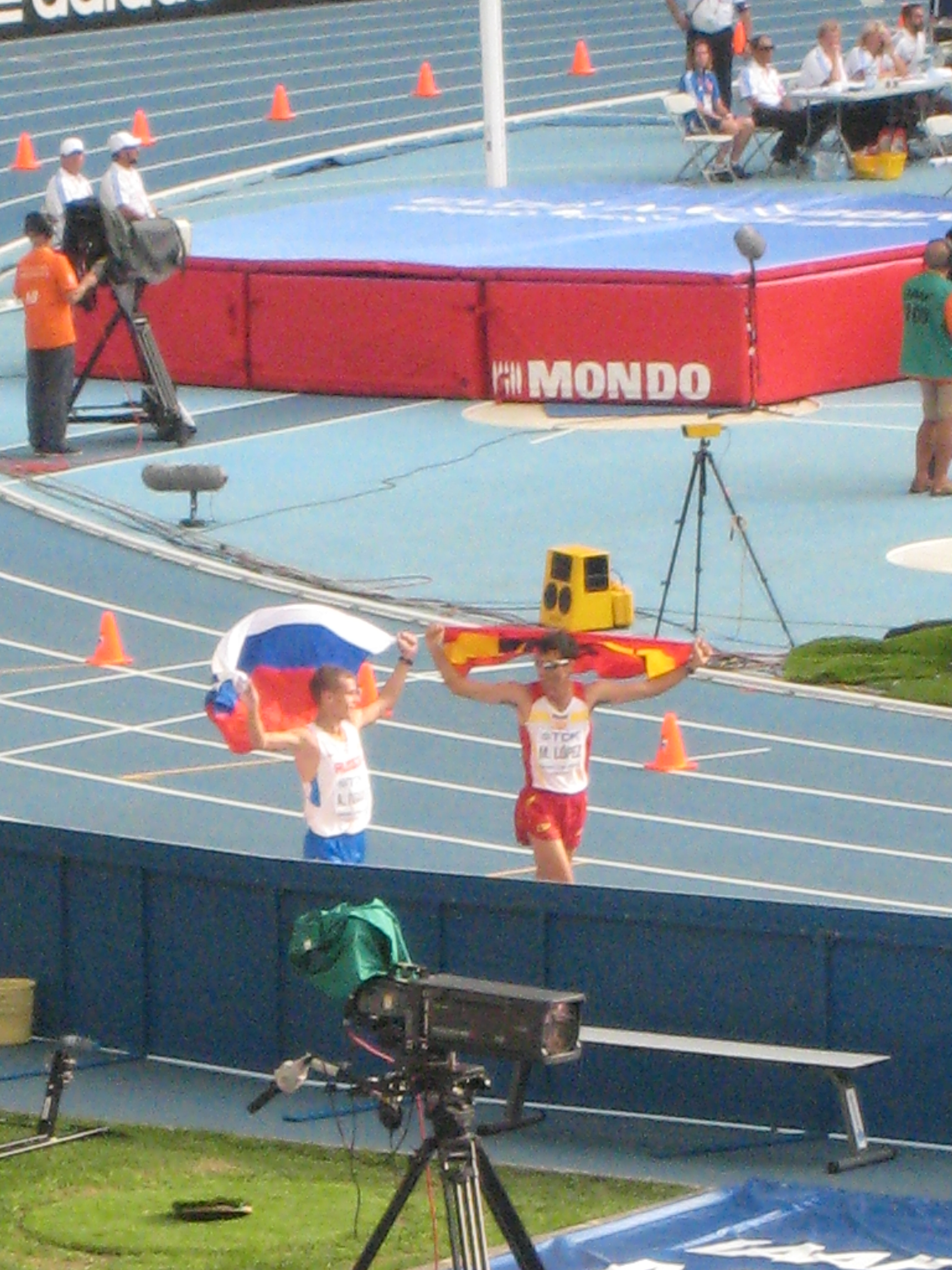
Miguel Ángel López (rechts) – Rang 26
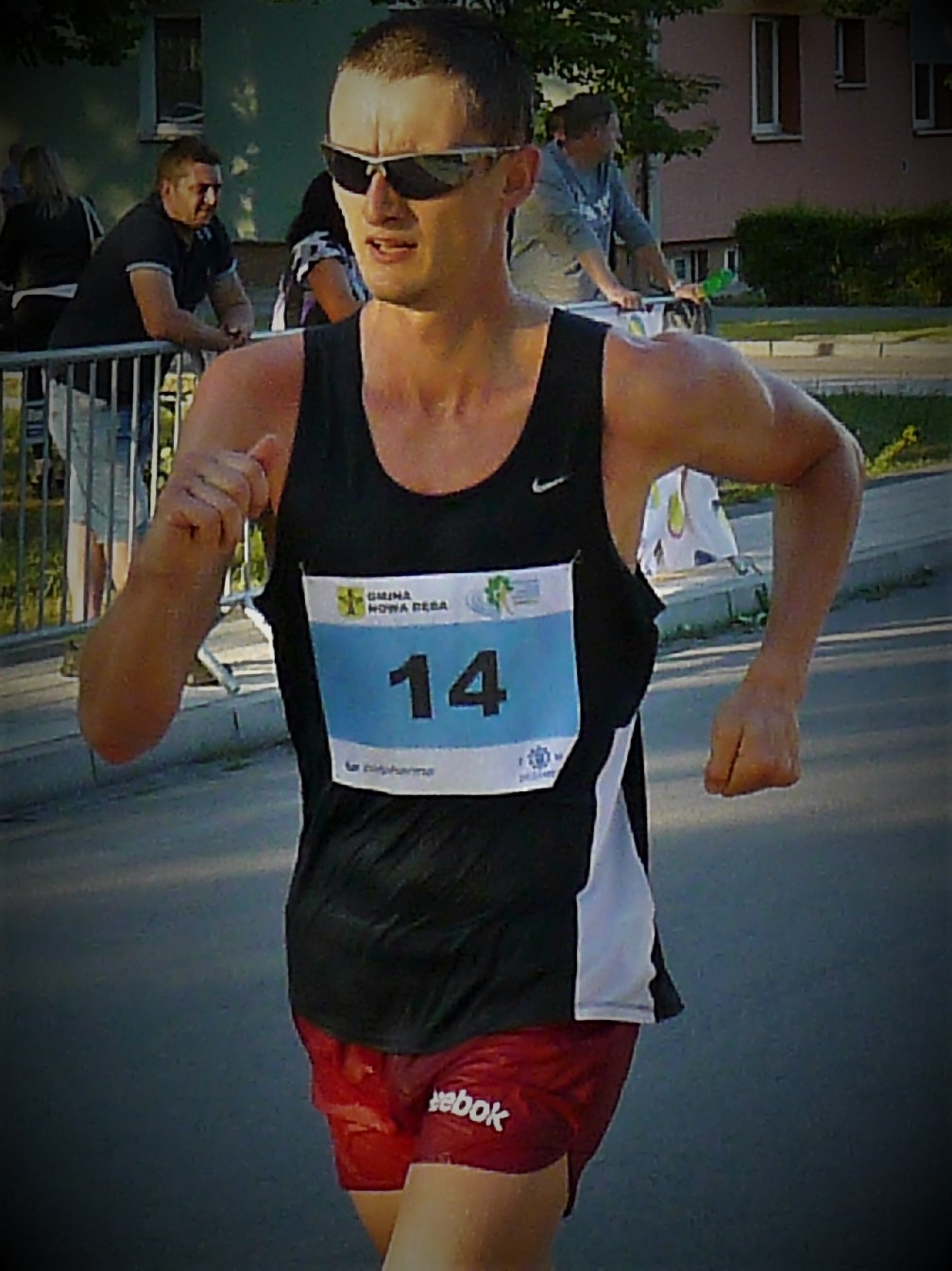
Rang 32 für Dawid Tomala
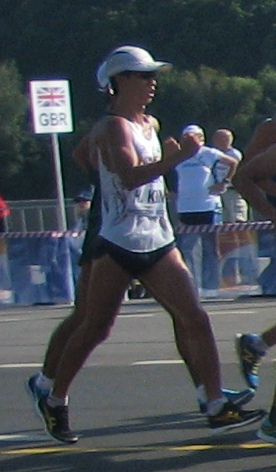
Kim Hyun-sub – Platz 37

## Video
- Men's 20km Race Walk | World Athletics Championships Doha 2019, youtube.com, abgerufen am 16. März 2021